# Tálag
Tálag, alternative Schreibweise: Talag, ist eine Ortschaft und eine Parroquia rural („ländliches Kirchspiel“) im Kanton Tena der ecuadorianischen Provinz Napo. Verwaltungssitz ist Tálag. Die Parroquia Tálag besitzt eine Fläche von 915,6 km². Die Einwohnerzahl lag im Jahr 2010 bei 2768. Die Parroquia Tálag wurde am 9. Juni 1997 gegründet.

## Lage
Die Parroquia Tálag liegt an der Ostflanke der Cordillera Real. Der Río Mulatos und der Río Jatunyacu, Quellflüsse des Río Napo, durchfließen das Verwaltungsgebiet in überwiegend östlicher Richtung. Im Südwesten und im Westen bildet die Wasserscheide zum weiter südlich gelegenen Einzugsgebiet des Río Pastaza die Verwaltungsgrenze. Der Hauptort Tálag 
liegt auf einer Höhe von 530 m nördlich des Río Jatunyacu. Eine Straße führt von Tálag über Pano zum 13 km weiter ostnordöstlich gelegenen Tena.
Die Parroquia Tálag grenzt im Osten an die Parroquia Puerto Napo, im Süden an den Kanton Carlos Julio Arosemena Tola und an die Parroquia Río Negro (Kanton Baños de Agua Santa, Provinz Tungurahua), im äußersten Südwesten an die Parroquia Sucre (Kanton Patate, Provinz Tungurahua), im Westen an die Parroquias Marcos Espinel und San José de Poaló (beide im Kanton Santiago de Píllaro, Provinz Tungurahua), im Nordwesten an die Kantone Salcedo und Latacunga (beide in der Provinz Cotopaxi) sowie im Norden an die Parroquia Pano.

## Ökologie
Mit Ausnahme des äußersten Osten liegt die Parroquia Tálag innerhalb des Nationalparks Llanganates.